# Limatulichthys griseus
Limatulichthys griseus és una espècie de peix de la família dels loricàrids i de l'ordre dels siluriformes.

## Morfologia
- Els mascles poden assolir 18 cm de longitud total.[3][4]

## Hàbitat
És un peix d'aigua dolça i de clima tropical.

## Distribució geogràfica
Es troba a Sud-amèrica a les conques dels rius Amazones, Tocantins, Essequibo, Orinoco occidental i Parnaíba.